# Bobby Digital in Stereo
Bobby Digital in Stereo – debiutancki album studyjny amerykańskiego rapera i producenta muzycznego RZA'y, członka Wu-Tang Clan, wydany 24 listopada 1998 roku nakładem wytwórni Gee Street. Raper wydał album pod swoim alter ego Bobby Digital. Wydawnictwo zadebiutowało na 3. miejscu notowania Top R&B/Hip-Hop Albums. 16. miejscu Billboard 200 oraz 13. miejscu listy Top Canadian Albums.
Album prawie w całości został skomponowany przez RZA'ę z wyjątkiem dwóch utworów, które zostały wyprodukowane przez King Techa, oraz kolegę z zespołu Inspectah Decka. 5 lutego 1999 roku RIAA przyznała albumowi status złotej płyty

## Lista utworów
| #                                    | Tytuł                                                                                           | Producent      | Sample                                                                        | Czas |
| ------------------------------------ | ----------------------------------------------------------------------------------------------- | -------------- | ----------------------------------------------------------------------------- | ---- |
| 1                                    | "Intro" (feat. Frank "Foxy" Niedlich)                                                           | RZA            |                                                                               | 0:36 |
| 2                                    | "B.O.B.B.Y."                                                                                    | RZA            |                                                                               | 5:23 |
| 3                                    | "Unspoken Word"                                                                                 | RZA            |                                                                               | 4:45 |
| 4                                    | "Slow Grind African" (feat. Lisa I'Anson)                                                       | RZA            |                                                                               | 1:02 |
| 5                                    | "Airwaves"                                                                                      | RZA            | - Wu-Tang Clan – "Da Mystery of Chessboxin’"                                  | 1:47 |
| 6                                    | "Love Jones" (feat. Angel Cake)                                                                 | King Tech      | - Brighter Side of Darkness - "Love Jones" - Mighty Ryeders - "Star Children" | 4:31 |
| 7                                    | "N.Y.C. Everything" (feat. Method Man)                                                          | RZA            |                                                                               | 4:17 |
| 8                                    | "Mantis" (feat. Masta Killa, Tekitha)                                                           | RZA            | - Dialogi z filmu Invincible Shaolin                                          | 3:33 |
| 9                                    | "Slow Grind French" (feat. Victorie Heathcole)                                                  | RZA            |                                                                               | 0:46 |
| 10                                   | "Holocaust (Silkworm)" (feat. Ghostface Killah, Black Knights, Ms. Roxy)                        | RZA            |                                                                               | 5:14 |
| 11                                   | "Terrorist" (feat. Killa Sin, Dom Pachino, Black Knights)                                       | RZA            |                                                                               | 3:25 |
| 12                                   | "Bobby Did It (Spanish Fly)" (feat. Ghostface Killah, Timbo King, Islord, Jamie Sommers, Ndira) | RZA            |                                                                               | 4:21 |
| 13                                   | "Handwriting On The Wall" (feat. Ras Kass, Ms. Roxy)                                            | RZA            |                                                                               | 1:39 |
| 14                                   | "Kiss Of A Black Widow" (feat. Ol’ Dirty Bastard, Angel Cake)                                   | Inspectah Deck | - Portishead – "Over"                                                         | 2:47 |
| 15                                   | "Slow Grind Italian" (feat. Lorenza Calamanderi)                                                | RZA            |                                                                               | 1:01 |
| 16                                   | "My Lovin' Is Digi" (feat. Force MD's, Ms. Roxy)                                                | RZA            | - Syl Johnson – "It Ain’t Easy"                                               | 4:28 |
| 17                                   | "Domestic Violence" (feat. Tiffany, Ms. Roxy, Jamie Sommers, U-God)                             | RZA            |                                                                               | 5:21 |
| Utwory dodatkowe                     |                                                                                                 |                |                                                                               |      |
| 18                                   | "Project Talk" (feat. Beretta 9)                                                                | RZA            |                                                                               | 1:46 |
| 19                                   | "Lab Drunk"                                                                                     | RZA            |                                                                               | 3:34 |
| 20                                   | "Fuck What You Think" (feat. 9th Prince, Islord)                                                | RZA            |                                                                               | 3:12 |
| 21                                   | "Daily Routine" (feat. Beretta 9)                                                               | RZA            |                                                                               | 4:23 |
| Utwory dodatkowe (wydanie japońskie) |                                                                                                 |                |                                                                               |      |
| 22                                   | "Do You Hear The Bells?"                                                                        | RZA            |                                                                               | 9:05 |

## Notowania
| Rok  | Album                   | Notowania | Notowania | Notowania |
| Rok  | Album                   | USA 200   | USA Rap   | Top Can   |
| ---- | ----------------------- | --------- | --------- | --------- |
| 1998 | Bobby Digital in Stereo | 16        | 3         | 16        |

| Rok  | Utwór               | Notowania | Notowania |
| Rok  | Utwór               | Hot Rap   | Hot R&B   |
| ---- | ------------------- | --------- | --------- |
| 1998 | "B.O.B.B.Y."        | 38        | 92        |
| 1998 | "N.Y.C. Everything" | —         | —         |